# コンテンダー
『コンテンダー』（原題: The Runner）は、2015年のアメリカ合衆国で製作された、政治サスペンス映画である。オースティン・スタークの監督デビュー作である。出演はニコラス・ケイジ、 コニー・ニールセン、 ピーター・フォンダ、サラ・ポールソン。
この作品は、2015年8月7日に限定公開された後、Alchemyによってビデオ・オン・デマンドで配信された。日本での公開は同年11月28日。

## あらすじ
2010年に実際に起こったメキシコ湾原油流出事故を題材に、政治家がスキャンダルによって失脚し、極限まで追い込まれていく姿をニコラス・ケイジが演じるサスペンスドラマ。

## キャスト
※括弧内は日本語吹替
- コリン・プライス- ニコラス・ケイジ（西垣俊作）
- ケイト・ハーバー - サラ・ポールソン（北村幸子）
- レイン・プライス - ピーター・フォンダ（真田雅隆）： コリンの父親
- デボラ・プライス - コニー・ニールセン（かとう有花）： コリンの妻
- フランク・レジェンド - ウェンデル・ピアース（大塚智則）
- マーク・ラヴィン - ブライアン・バット（英語版）（相樂真太郎）
- ハル・プロヴィッチ - クリストファー・ベリー（高橋ちんねん）
- ルーシー・ホール - シエラ・ペイトン（福乃愛）
- ジェン・ワイマン - ケリー・ケイヒル（高橋佳那子）
- クリス・ウィルコックス - マーカス・ライル・ブラウン（庄司然）
- ダリア・ウィンストン - デイナ・グーリエ（英語版）（クレジットなし）（一花さくら）
- 本人役 - バイロン・ピッツ（クレジットなし）（宮内隆臣）

## プロダクション
デボラ・プライス役に当初はマデリーン・ストウがキャスティングされたが、後にコニー・ニールセンに変更された。 2014年6月18日に、ブライアン・バット、ピーター・フォンダ、コニー・ニールセン、ウェンデル・ピアースがキャストとなった。

### 撮影
主な撮影は、2014年6月23日にルイジアナ州のニューオーリンズで始まり、同年7月27日に終了した。7月28日には、 ニコラス・ケイジが出演するシーンの撮影をワシントンD.C.のナショナルモールで行った。また、一部のシーンはジョージタウンで撮影された。

## リリース
2015年6月3日にAlchemyが映画の配信権を得たことが発表された。限定公開を通じ、同年8月7日にビデオ・オン・デマンドで配信された。

## 評価
本作は批評家からは否定的な評価を受けた。この映画は、レビュー蓄積サイトRotten Tomatoesでは、26％の評価を受けた。数値の基となった34個のレビューでは、加重平均値4.8/10を獲得した。レビューサイトMetacritic (メタクリティック)では、偏差値を100分の39を得た。数値の基となった14個のレビューの多くは、否定的なレビューだった。